# School of Visual Arts
School of Visual Arts (SVA) – amerykańska uczelnia artystyczna zlokalizowana w Nowym Jorku. Została założona w 1947 roku.